# 화성면
화성면(化城面)은 대한민국 충청남도 청양군의 면이다.

## 행정 구역
- 광평리
- 구재리
- 기덕리
- 농암리
- 매산리
- 산정리
- 수정리
- 신정리
- 용당리
- 장계리
- 화강리
- 화암리